# Dornas
Dornas é uma comuna francesa na região administrativa de Auvérnia-Ródano-Alpes, no departamento de Ardèche. Estende-se por uma área de 17,63 km². Em 2010 a comuna tinha 218 habitantes (densidade: 12,4 hab./km²).